# Morti il 1º dicembre
| Questa pagina contiene informazioni ricavate automaticamente dalle voci biografiche con l'ausilio del template Bio e di un bot. L'aggiornamento è periodico e automatico e ricostruisce completamente la pagina. Se manca una persona in questa lista, sei pregato di non aggiungerla, ma accertati piuttosto che la sua voce biografica contenga il template Bio e che i dati anagrafici siano correttamente compilati. Se il template Bio manca, inseriscilo tu stesso o, in alternativa, metti l'avviso {{tmp\|Bio}} che ne segnala la mancanza. Se i dati riportati sono sbagliati, correggi direttamente la voce biografica; le modifiche saranno visibili in questa lista entro pochi giorni. Per chiarimenti vedi il progetto biografie. La lista contiene solo le 494 persone che sono citate nell'enciclopedia e per le quali è stato implementato correttamente il template Bio. Pagina aggiornata al 9 lug 2025. |

## IV secolo(1)
- 304 - Ansano di Siena, santo romano (n. 284)

## VII secolo(1)
- 660 - Eligio di Noyon, vescovo e santo franco (n. 588)

## VIII secolo(1)
- 792 - San Filareto, santo bizantino (n. 702)

## XI secolo(2)
- 1018 - Tietmaro di Merseburgo, storico e vescovo tedesco (n. 975)
- 1049 - Gilberga di Foix, nobile francese

## XII secolo(1)
- 1135 - Enrico I d'Inghilterra, re inglese (n. 1068)

## XIII secolo(2)
- 1241 - Isabella d'Inghilterra (n. 1214)
- 1282 - Margherita Sambiria, nobile danese (n. 1230)

## XIV secolo(6)
- 1321 - Alberto Gonzaga, vescovo cattolico italiano
- 1335 - Abu Sa'id, mongolo (n. 1305)
- 1342 - Bertrand de Montfavès, cardinale francese
- 1352 - Ademaro Robert, cardinale francese
- 1374 - Magnus IV di Svezia, re svedese (n. 1316)
- 1398 - Ottone IV di Brunswick-Grubenhagen, principe

## XV secolo(10)
- 1406 - Giovanna di Brabante, nobile (n. 1322)
- 1433 - Go-Komatsu, imperatore giapponese (n. 1377)
- 1455 - Lorenzo Ghiberti, scultore, orafo e architetto italiano (n. 1378)
- 1463 - Maria di Gheldria, regina (n. 1434)
- 1466 - Giacomo di Cardona e Gandia, cardinale, vescovo cattolico e politico spagnolo
- 1473 - Pietro Trivulzio, politico italiano
- 1474 - Nicolò Marcello, politico italiano (n. 1397)
- 1476 - Agnese di Borgogna, duchessa (n. 1407)
- 1482 - Antonio Bonfadini, francescano italiano
- 1483 - Carlotta di Savoia, principessa (n. 1441)

## XVI secolo(19)
- 1503 - Giorgio di Baviera, duca (n. 1455)
- 1503 - Roberto del Palatinato, vescovo cattolico e generale tedesco (n. 1481)
- 1509 - Bertuccio Bagarotto, diplomatico italiano (n. 1445)
- 1521 - Marcello Adriani, umanista e politico italiano (n. 1464)
- 1521 - Papa Leone X, papa, vescovo cattolico e cardinale italiano (n. 1475)
- 1523 - Ferrante di Capua, nobile italiano (n. 1495)
- 1528 - Enrico Pandone, nobile e condottiero italiano
- 1530 - Margherita d'Asburgo, nobile (n. 1480)
- 1531 - Maud Green, nobildonna inglese
- 1559 - Girolamo Recanati Capodiferro, cardinale e vescovo cattolico italiano (n. 1502)
- 1563 - Andrea Schiavone, pittore e incisore italiano
- 1566 - Francisco Mendoza Bobadilla, cardinale e vescovo cattolico spagnolo (n. 1508)
- 1568 - Luigi Tansillo, poeta italiano (n. 1510)
- 1580 - Giovanni Gerolamo Morone, cardinale e vescovo cattolico italiano (n. 1509)
- 1581 - Alexander Briant, presbitero e gesuita inglese (n. 1556)
- 1581 - Edmund Campion, presbitero e gesuita inglese (n. 1540)
- 1581 - Ralph Sherwin, presbitero inglese
- 1581 - Agostino de Vivo, presbitero, teologo e filosofo italiano
- 1596 - Albertino Bottoni, medico e filosofo italiano

## XVII secolo(17)
- 1602 - Kobayakawa Hideaki, militare giapponese (n. 1582)
- 1607 - Agostino Doria, doge (n. 1540)
- 1629 - Caterina di Nevers, nobile francese (n. 1568)
- 1633 - Isabella Clara Eugenia d'Asburgo, spagnola (n. 1566)
- 1640 - Giorgio Guglielmo di Brandeburgo, nobile (n. 1595)
- 1643 - Johann Christoph von Liechtenstein-Kastelkorn, vescovo cattolico austriaco (n. 1591)
- 1647 - Giovanni Battista Doni, teorico della musica italiano (n. 1594)
- 1648 - Flora Zuzzeri, poetessa dalmata (n. 1552)
- 1651 - Pietro Niccolini, arcivescovo cattolico italiano (n. 1572)
- 1654 - Giacomo Micaglia, linguista e lessicografo italiano (n. 1601)
- 1654 - Gerolamo Sersale, gesuita e astronomo italiano (n. 1584)
- 1661 - Franz Wilhelm von Wartenberg, cardinale e vescovo cattolico tedesco (n. 1593)
- 1672 - Esprit de Raymond de Mormoiron, militare e nobile francese (n. 1608)
- 1673 - Anthonie Palamedes, pittore, incisore e disegnatore olandese (n. 1602)
- 1675 - Feodosija Prokof'evna Morozova, monaca cristiana russa (n. 1632)
- 1691 - Louis Henri de Pardaillan de Gondrin, nobiluomo francese (n. 1640)
- 1694 - Louis Parrocel, pittore e incisore francese (n. 1634)

## XVIII secolo(20)
- 1701 - Maria Benigna Francesca di Sassonia-Lauenburg, nobile sassone (n. 1635)
- 1707 - Jeremiah Clarke, compositore e organista inglese
- 1709 - Abraham a Sancta Clara, predicatore e scrittore austriaco (n. 1644)
- 1717 - Ferdinando Nuzzi, cardinale e arcivescovo cattolico italiano (n. 1645)
- 1723 - Susanna Centlivre, drammaturga e attrice teatrale britannica (n. 1667)
- 1727 - Johann Heinrich Buttstett, compositore, organista e teorico della musica tedesco (n. 1666)
- 1729 - Pietro Secondo Radicati di Cocconato e Celle, vescovo cattolico e nobile italiano (n. 1671)
- 1732 - Giovanni Serbelloni, II duca di San Gabrio, militare, politico e nobile italiano (n. 1665)
- 1737 - Luigi Alessandro di Borbone, conte di Tolosa, ammiraglio e generale francese (n. 1678)
- 1739 - Bonaventura da Arischia, religioso italiano
- 1750 - Johann Gabriel Doppelmayer, matematico, astronomo e cartografo tedesco (n. 1677)
- 1755 - Maurice Greene, compositore e organista inglese (n. 1696)
- 1765 - Jean-Baptiste-Louis Crevier, letterato e storico francese (n. 1693)
- 1770 - Giambettino Cignaroli, pittore italiano (n. 1706)
- 1771 - Michele Scavo, vescovo cattolico italiano (n. 1705)
- 1792 - Denis Ivanovič Fonvizin, scrittore, commediografo e drammaturgo russo (n. 1745)
- 1792 - Jean-François Vonck, politico e avvocato fiammingo (n. 1743)
- 1793 - Giovanni Raggi, pittore italiano (n. 1712)
- 1797 - Oliver Wolcott, politico e militare statunitense (n. 1726)
- 1798 - Christian Garve, filosofo tedesco (n. 1742)

## XIX secolo(43)
- 1804 - Thomas Harley, politico britannico (n. 1730)
- 1804 - Philippe Lebon, inventore francese (n. 1767)
- 1810 - Jean Baptiste Treilhard, magistrato, diplomatico e generale francese (n. 1742)
- 1813 - Ferdinando Bertoni, compositore italiano (n. 1725)
- 1814 - Georg Ludwig von Edelsheim, politico e diplomatico tedesco (n. 1740)
- 1821 - Maria Antonia del Liechtenstein, principessa austriaca (n. 1756)
- 1823 - Pavel Andreevič Šuvalov, ufficiale russo (n. 1776)
- 1823 - François Watteau, pittore francese (n. 1758)
- 1825 - Alessandro I di Russia, sovrano russo (n. 1777)
- 1825 - Elisabeth Kulmann, poetessa, filologa e traduttrice russa (n. 1808)
- 1826 - Carl August Wilhelm Berends, medico tedesco (n. 1759)
- 1826 - Henri-Joseph Van Blarenberghe, pittore francese (n. 1741)
- 1829 - Johann Baptist Ziz, botanico tedesco (n. 1779)
- 1834 - Giovan Battista Vinci, ingegnere italiano (n. 1772)
- 1839 - Jean-Baptiste de Latil, cardinale e arcivescovo cattolico francese (n. 1761)
- 1840 - Jean-Pierre Granger, pittore francese (n. 1779)
- 1846 - María Luisa de Borbón y Vallabriga, nobile spagnola (n. 1783)
- 1848 - Kyokutei Bakin, scrittore giapponese (n. 1767)
- 1858 - Thomas Hamilton, IX conte di Haddington, politico scozzese (n. 1780)
- 1859 - John Austin, giurista e filosofo britannico (n. 1790)
- 1860 - Friedrich Maximilian Hessemer, scrittore e architetto tedesco (n. 1800)
- 1862 - Piero Cironi, patriota, pubblicista e scrittore italiano (n. 1819)
- 1862 - Gaud Amable Hugon, ammiraglio e senatore francese (n. 1783)
- 1865 - Constant van Crombrugghe, presbitero fiammingo (n. 1789)
- 1866 - George Everest, geografo e cartografo britannico (n. 1790)
- 1866 - Georg Fresenius, botanico e medico tedesco (n. 1808)
- 1873 - Augustin de Backer, bibliografo belga (n. 1809)
- 1874 - Giovanni Maria Cavalleri, religioso, fisico e astronomo italiano (n. 1807)
- 1876 - Josef Kling, compositore di scacchi tedesco (n. 1811)
- 1877 - Scipione Borghesi Bichi, imprenditore e politico italiano (n. 1801)
- 1879 - Franz Ittenbach, pittore tedesco (n. 1813)
- 1883 - Edward Fitzalan-Howard, I barone Howard di Glossop, nobile e politico britannico (n. 1818)
- 1883 - Girolamo Verzeri, vescovo cattolico italiano (n. 1804)
- 1884 - Salvatore Bianchi, architetto italiano (n. 1821)
- 1884 - Cherubino Dari, politico italiano (n. 1836)
- 1887 - Emilio Ferrero, politico e generale italiano (n. 1819)
- 1888 - Antim I, arcivescovo ortodosso e politico bulgaro (n. 1816)
- 1890 - Samuel Zopfy, medico svizzero (n. 1804)
- 1891 - François Sabatier, filantropo, letterato e traduttore francese (n. 1818)
- 1893 - Gerald FitzGerald, V duca di Leinster, nobile irlandese (n. 1851)
- 1893 - Pietro Sbarbaro, giornalista, sociologo e politico italiano (n. 1838)
- 1898 - Luděk Marold, pittore ceco (n. 1865)
- 1899 - Libânia do Carmo Galvão Mexia Telles de Albuquerque, religiosa portoghese (n. 1843)

## XX secolo(246)
- 1901 - Luigi Gualtieri, scrittore e librettista italiano (n. 1827)
- 1902 - Antonio Cappelli, politico e agronomo italiano (n. 1849)
- 1904 - Pietro Gradenigo, medico italiano (n. 1831)
- 1905 - Amanzia Guérillot, pittrice e scultrice italiana (n. 1828)
- 1909 - Carl Holmberg, ginnasta svedese (n. 1884)
- 1909 - Maria Francesca del Liechtenstein, principessa austriaca (n. 1834)
- 1909 - Pietro Zamburlini, arcivescovo cattolico italiano (n. 1832)
- 1910 - John E. B. Mayor, latinista, grecista e attivista britannico (n. 1825)
- 1911 - Vasilij Maksimovič Maksimov, pittore russo (n. 1844)
- 1911 - Ranieri Simonelli, architetto e politico italiano (n. 1830)
- 1911 - Henry Beresford, VI marchese di Waterford, ufficiale irlandese (n. 1875)
- 1913 - Juhan Liiv, scrittore e poeta estone (n. 1864)
- 1914 - François-Virgile Dubillard, cardinale e arcivescovo cattolico francese (n. 1845)
- 1914 - Alfred Thayer Mahan, ammiraglio statunitense (n. 1840)
- 1916 - Charles de Foucauld, religioso francese (n. 1858)
- 1917 - Carlo Castelnuovo delle Lanze, militare italiano (n. 1895)
- 1917 - John January, calciatore statunitense (n. 1882)
- 1917 - Henry Roderick Newman, pittore statunitense (n. 1843)
- 1918 - Margit Kaffka, scrittrice ungherese (n. 1880)
- 1918 - Margherita Kaiser Parodi, infermiera italiana (n. 1897)
- 1919 - Pier Enea Guarnerio, linguista, glottologo e poeta italiano (n. 1854)
- 1919 - Joseph Rosemeyer, ciclista su strada tedesco (n. 1872)
- 1919 - Michail Anatol'evič Vil'ev, astronomo russo (n. 1893)
- 1920 - Edward Ponsonby, VIII conte di Bessborough, storico britannico (n. 1851)
- 1923 - Virginie Loveling, scrittrice belga (n. 1836)
- 1925 - Giuseppe Pedercini, dirigente sportivo italiano (n. 1856)
- 1927 - Cora Williams, attrice statunitense (n. 1870)
- 1928 - Arthur Gore, tennista britannico (n. 1868)
- 1928 - Gunnar Knudsen, politico norvegese (n. 1848)
- 1928 - José Eustasio Rivera, scrittore colombiano (n. 1888)
- 1929 - Louis Lewin, farmacologo tedesco (n. 1850)
- 1930 - Karl Billeter, calciatore svizzero (n. 1880)
- 1930 - Peder Vilhelm Jenser Klint, architetto, ingegnere e pittore danese (n. 1853)
- 1933 - Giovanni Beda Cardinale, arcivescovo cattolico e diplomatico italiano (n. 1869)
- 1933 - Giorgio Errera, chimico italiano (n. 1860)
- 1934 - Blind Blake, cantante e chitarrista statunitense (n. 1896)
- 1934 - Crispino Bonagente, militare italiano (n. 1859)
- 1934 - Fanny Hesse, biologa tedesca (n. 1850)
- 1934 - Wilbur Higby, attore statunitense (n. 1867)
- 1934 - Sergej Mironovič Kirov, rivoluzionario, politico e funzionario sovietico (n. 1886)
- 1934 - Luigi Ratini, pittore e illustratore italiano (n. 1880)
- 1935 - Arturo Cuccoli, violoncellista e docente italiano (n. 1869)
- 1935 - Bernhard Schmidt, ottico e astronomo tedesco (n. 1879)
- 1936 - Hans Beimler, politico tedesco (n. 1895)
- 1936 - Margaret Alice Lili de Windt, nobile inglese (n. 1849)
- 1937 - Thubten Chökyi Nyima, monaco buddhista tibetano (n. 1883)
- 1937 - Nicolò De Carli, militare e politico italiano (n. 1894)
- 1937 - Ayatollah Modarres, politico e religioso iraniano
- 1937 - Rao Guohua, generale cinese (n. 1894)
- 1938 - Franz Kossmat, geologo tedesco (n. 1871)
- 1938 - Sergio Magri, militare e aviatore italiano (n. 1916)
- 1938 - Alfredo Rodrigues Gaspar, politico portoghese (n. 1865)
- 1938 - Julius von Schlosser, storico dell'arte austriaco (n. 1866)
- 1939 - Pere Coromines i Montanya, scrittore, filosofo e politico spagnolo (n. 1870)
- 1939 - Max Fiedler, compositore e direttore d'orchestra tedesco (n. 1859)
- 1939 - Giacomo di Belsito, giornalista, scrittore e traduttore italiano (n. 1885)
- 1940 - Charles Richman, attore statunitense (n. 1865)
- 1940 - Felice Trizio, militare italiano (n. 1889)
- 1941 - Alva Blanchard Adams, politico statunitense (n. 1875)
- 1942 - Italo Josz, pittore e violinista italiano (n. 1878)
- 1942 - Ruth Maier, austriaca (n. 1920)
- 1942 - Giuseppe Oblach, militare e aviatore italiano (n. 1916)
- 1943 - Luigi Arsenio Brugnola, medico e politico italiano (n. 1870)
- 1943 - Antonio De Viti De Marco, economista e politico italiano (n. 1858)
- 1943 - Damrong Rajanubhab, politico, militare e storico siamese (n. 1862)
- 1943 - Giovanni Battista Marzuttini, pittore e musicista italiano (n. 1863)
- 1943 - Julienne Mathieu, attrice francese (n. 1874)
- 1943 - Giaime Pintor, giornalista, scrittore e partigiano italiano (n. 1919)
- 1944 - Demos Malavasi, partigiano italiano (n. 1926)
- 1944 - Balthazar De Beuckelaer, schermidore belga (n. 1902)
- 1945 - Leandro Bisiach, liutaio italiano (n. 1864)
- 1945 - Giorgio Bolza, commediografo, poeta e paroliere italiano (n. 1880)
- 1945 - Anton Dostler, generale tedesco (n. 1891)
- 1947 - Samuel Courtauld, imprenditore e collezionista d'arte britannico (n. 1876)
- 1947 - Aleister Crowley, esoterista, astrologo e scrittore britannico (n. 1875)
- 1947 - Franz Joseph Emil Fischer, chimico tedesco (n. 1877)
- 1947 - Godfrey Harold Hardy, matematico britannico (n. 1877)
- 1947 - Gino Meschiari, avvocato e politico italiano (n. 1884)
- 1947 - Pëtr Vladimirovič Vil'jams, pittore, grafico e scenografo russo (n. 1902)
- 1948 - Francis Gruber, pittore francese (n. 1912)
- 1948 - Henri Hazebrouck, canottiere francese (n. 1877)
- 1948 - Ray McCarey, regista e sceneggiatore statunitense (n. 1904)
- 1948 - Camillo Montalcini, funzionario italiano (n. 1862)
- 1949 - Fred Fox, regista e attore britannico (n. 1884)
- 1950 - Ernest John Moeran, compositore inglese (n. 1894)
- 1951 - Theodore Gross, ginnasta e multiplista statunitense (n. 1880)
- 1952 - Paul Cauchie, architetto e pittore belga (n. 1875)
- 1952 - Alfonso Gallo, bibliotecario italiano (n. 1890)
- 1952 - Louis Lapierre, missionario e vescovo cattolico canadese (n. 1880)
- 1952 - Vittorio Emanuele Orlando, politico e giurista italiano (n. 1860)
- 1954 - Bill Hoyt, astista e ostacolista statunitense (n. 1875)
- 1954 - Fred Rose, cantautore statunitense (n. 1898)
- 1954 - Harukichi Shimoi, poeta e scrittore giapponese (n. 1883)
- 1955 - Edward Grigg, I barone Altrincham, politico e giornalista inglese (n. 1879)
- 1956 - Arrigo Menicocci, canottiere italiano (n. 1933)
- 1956 - Walter Scholl, generale tedesco (n. 1884)
- 1956 - Albert Sézary, dermatologo francese (n. 1880)
- 1957 - Eugenio Casagrande, pioniere dell'aviazione italiano (n. 1892)
- 1957 - Léonce Quentin, arciere francese (n. 1880)
- 1957 - Magnus Vigrestad, scultore norvegese (n. 1887)
- 1957 - Luciano Zampatti, saltatore con gli sci italiano (n. 1903)
- 1958 - Boots Mallory, attrice statunitense (n. 1913)
- 1958 - Thomas Orde-Lees, ingegnere e esploratore britannico (n. 1877)
- 1958 - George Hubert Wilkins, esploratore australiano (n. 1888)
- 1959 - Jur Hronec, matematico e pedagogista slovacco (n. 1881)
- 1960 - Maria Bertolani, pittrice italiana (n. 1896)
- 1960 - Antonio Lago, ingegnere italiano (n. 1893)
- 1960 - Nino Meloni, regista italiano (n. 1899)
- 1960 - Richard Turner, calciatore britannico (n. 1882)
- 1961 - Giuseppe Chiostergi, politico italiano (n. 1889)
- 1961 - Silvino Maffiotti, calciatore italiano (n. 1889)
- 1962 - Irene Mawer, mimo e insegnante britannica (n. 1893)
- 1962 - Henri Wallon, psicologo, pedagogista e filosofo francese (n. 1879)
- 1963 - Carl Koch, regista tedesco (n. 1892)
- 1963 - Robert D. Schaldach, astronomo statunitense (n. 1926)
- 1964 - Maria Clementina Anuarite Nengapeta, religiosa della Repubblica Democratica del Congo (n. 1939)
- 1964 - Bruno Boari, scultore, pittore e medaglista italiano (n. 1896)
- 1964 - John Burdon Sanderson Haldane, biologo e genetista inglese (n. 1892)
- 1964 - Bertil Sandström, cavaliere svedese (n. 1887)
- 1964 - Charilaos Vasilakos, maratoneta e marciatore greco (n. 1875)
- 1965 - Fritz Gosslau, ingegnere tedesco (n. 1898)
- 1965 - Paddy McClure, nuotatore e pallanuotista irlandese (n. 1908)
- 1965 - Michael Rocque, hockeista su prato indiano (n. 1899)
- 1966 - Luigi Albanese, militare statunitense (n. 1946)
- 1966 - Bai Chongxi, generale e politico cinese (n. 1893)
- 1966 - Giovanni Vitrotti, direttore della fotografia e regista cinematografico italiano (n. 1882)
- 1967 - Cholín, calciatore spagnolo (n. 1906)
- 1967 - Ferenc Szilágyi, esperantista e scrittore ungherese (n. 1895)
- 1968 - Domenico D'Alberto, calciatore ungherese (n. 1907)
- 1968 - Hugo Haas, regista e attore ceco (n. 1901)
- 1968 - Darío Moreno, cantante e attore turco (n. 1921)
- 1969 - Magic Sam, musicista e cantante statunitense (n. 1937)
- 1969 - František Ventura, cavaliere cecoslovacco (n. 1894)
- 1970 - Ceclava Czapska, rumena (n. 1899)
- 1970 - Angelo Meli, presbitero, storico e scrittore italiano (n. 1901)
- 1970 - Charlie Paynter, calciatore e allenatore di calcio inglese (n. 1879)
- 1970 - William "Rip" Robertson, agente segreto statunitense (n. 1920)
- 1971 - Galeazzo Bolzoni, ciclista su strada e pistard italiano (n. 1891)
- 1971 - Claudio Augusto Cavalcabò Fratta, nobile, giornalista e dirigente d'azienda italiano (n. 1882)
- 1971 - Henryk Śniegocki, insegnante polacco (n. 1893)
- 1972 - Pippo Oriani, pittore italiano (n. 1909)
- 1972 - Bruna Pellesi, religiosa italiana (n. 1917)
- 1972 - Antonio Segni, politico italiano (n. 1891)
- 1973 - David Ben Gurion, politico, giornalista e sindacalista polacco (n. 1886)
- 1973 - Bruno Brivonesi, ammiraglio italiano (n. 1886)
- 1973 - Willem Hesselink, allenatore di calcio e calciatore olandese (n. 1878)
- 1974 - Lajos Zilahy, scrittore ungherese (n. 1891)
- 1975 - Cliff Britton, calciatore e allenatore di calcio inglese (n. 1909)
- 1975 - Nellie Fox, giocatore di baseball statunitense (n. 1927)
- 1975 - Ranganathan Francis, hockeista su prato indiano (n. 1920)
- 1975 - Ernesto Maserati, pilota automobilistico, ingegnere e imprenditore italiano (n. 1898)
- 1975 - Conrad Patzig, ammiraglio tedesco (n. 1888)
- 1975 - Alberto Del Monte, filologo e ispanista italiano (n. 1924)
- 1977 - Manlio Bacigalupo, allenatore di calcio e calciatore italiano (n. 1907)
- 1977 - Kenneth May, matematico statunitense (n. 1915)
- 1977 - Giovanni Spiotta, calciatore italiano (n. 1909)
- 1979 - Max Jacobson, medico tedesco (n. 1900)
- 1979 - Lajos Maszlay, schermidore ungherese (n. 1903)
- 1979 - Muhammad Abdel Moneim, principe egiziano (n. 1899)
- 1979 - Clyde Swendsen, tuffatore, pallanuotista e allenatore di pallanuoto statunitense (n. 1895)
- 1980 - Frank Booth, nuotatore statunitense (n. 1910)
- 1980 - Tom Mason, attore e produttore cinematografico statunitense (n. 1920)
- 1980 - Zaccaria Negroni, politico italiano (n. 1899)
- 1981 - Estrid Ericson, architetta, designer e imprenditrice svedese (n. 1894)
- 1981 - James Monteith Grant, avvocato britannico (n. 1903)
- 1981 - Giovanni Rasia Dal Polo, calciatore italiano (n. 1901)
- 1982 - Lallo Gori, compositore italiano (n. 1927)
- 1982 - Hugh Plaxton, hockeista su ghiaccio canadese (n. 1904)
- 1982 - Hossein Sadaghiani, allenatore di calcio e calciatore iraniano (n. 1903)
- 1983 - Enrique Diosdado, attore spagnolo (n. 1910)
- 1983 - Eugenio Marotta, politico italiano (n. 1896)
- 1984 - Guido Basile, avvocato e politico italiano (n. 1893)
- 1984 - Marion Orth, sceneggiatrice statunitense (n. 1900)
- 1984 - Josef Rodzinski, calciatore tedesco (n. 1907)
- 1984 - Alphons Schepers, ciclista su strada, pistard e ciclocrossista belga (n. 1907)
- 1984 - Pietro Sette, dirigente d'azienda italiano (n. 1915)
- 1985 - Kenshiro Abbe, artista marziale giapponese (n. 1915)
- 1985 - Agustí Centelles i Ossó, fotoreporter spagnolo (n. 1909)
- 1985 - M'hamed Issiakhem, pittore algerino (n. 1928)
- 1985 - Harry Morris, calciatore inglese (n. 1897)
- 1985 - Harijs Pīkols, calciatore lettone (n. 1902)
- 1985 - Don Stoker, allenatore di calcio e calciatore inglese (n. 1922)
- 1985 - Christy Walsh, cestista irlandese (n. 1920)
- 1986 - Ernest Burkhart, criminale e assassino statunitense (n. 1892)
- 1986 - Lee Dorsey, cantante statunitense (n. 1926)
- 1986 - Horace Heidt, pianista statunitense (n. 1901)
- 1986 - Bobby Layne, giocatore di football americano statunitense (n. 1926)
- 1986 - Frank McCarthy, generale e produttore cinematografico statunitense (n. 1912)
- 1987 - James Baldwin, scrittore statunitense (n. 1924)
- 1987 - Angelo Cabrini, ammiraglio italiano (n. 1917)
- 1987 - Martino Giusti, arcivescovo cattolico italiano (n. 1905)
- 1987 - Matteo Guido Sperandeo, vescovo cattolico italiano (n. 1908)
- 1987 - Alessandro Vallebona, medico italiano (n. 1899)
- 1988 - Joseph Fall, militare e aviatore canadese (n. 1895)
- 1988 - Martin Hinds, storico britannico (n. 1941)
- 1988 - Włodzimierz Mazur, calciatore polacco (n. 1954)
- 1988 - Aldo Viglione, avvocato, politico e partigiano italiano (n. 1923)
- 1989 - Alvin Ailey, ballerino e coreografo statunitense (n. 1931)
- 1989 - Otello Bignami, liutaio italiano (n. 1914)
- 1989 - Nikolaj Semënovič Patoličev, politico sovietico (n. 1908)
- 1990 - Sergio Corbucci, regista e sceneggiatore italiano (n. 1926)
- 1990 - Robert Gordon, attore e regista statunitense (n. 1913)
- 1990 - Gustav Kortüm, chimico tedesco (n. 1904)
- 1990 - Pierre Dux, attore e regista francese (n. 1908)
- 1990 - Vito Miceli, generale e politico italiano (n. 1916)
- 1990 - Vijaya Lakshmi Pandit, politica e diplomatica indiana (n. 1900)
- 1990 - Aldo Remondino, generale e aviatore italiano (n. 1908)
- 1991 - Mauro Bubbico, politico italiano (n. 1928)
- 1991 - Pat O'Callaghan, martellista irlandese (n. 1905)
- 1991 - Pëtr Počenčuk, marciatore sovietico (n. 1954)
- 1991 - Alden Sanborn, canottiere statunitense (n. 1899)
- 1991 - George Stigler, economista statunitense (n. 1911)
- 1991 - Pat Walshe, attore statunitense (n. 1900)
- 1992 - Carlo Ferrari, vescovo cattolico italiano (n. 1910)
- 1992 - Anton Malatinský, allenatore di calcio e calciatore cecoslovacco (n. 1920)
- 1992 - Jefferson Souza, pallanuotista brasiliano (n. 1908)
- 1993 - Ray Gillen, cantante statunitense (n. 1959)
- 1993 - Giulio Marchetti, attore e conduttore televisivo italiano (n. 1911)
- 1993 - Francisco Martínez Cordero, cestista messicano (n. 1912)
- 1994 - Samia Gamal, ballerina e attrice egiziana (n. 1924)
- 1994 - Roberto Longhi, ingegnere aeronautico italiano (n. 1909)
- 1994 - Helen McCloy, giornalista, scrittrice e critica d'arte statunitense (n. 1904)
- 1995 - Luigi Giacobbe, ciclista su strada italiano (n. 1907)
- 1995 - Martti Liimo, cestista finlandese (n. 1941)
- 1995 - Sergio Pesce, direttore della fotografia italiano (n. 1916)
- 1995 - Giuseppe Tricoli, politico e storico italiano (n. 1932)
- 1996 - Irving Gordon, compositore statunitense (n. 1915)
- 1996 - Jacek Gutowski, sollevatore polacco (n. 1960)
- 1996 - Jan G. Waldenström, medico svedese (n. 1906)
- 1997 - Stéphane Grappelli, violinista, pianista e compositore francese (n. 1908)
- 1997 - Andrée Martinerie, scrittrice francese (n. 1917)
- 1997 - Edwin Rosario, pugile portoricano (n. 1963)
- 1998 - Aisha Abd al-Rahman, scrittrice, editrice e docente egiziana (n. 1913)
- 1998 - Vincenzo Caglioti, chimico italiano (n. 1902)
- 1998 - Guido Leoni, sceneggiatore, regista e direttore del doppiaggio italiano (n. 1920)
- 1998 - Janet Lewis, scrittrice e poetessa statunitense (n. 1899)
- 1998 - Luciana Nissim Momigliano, pediatra, psicoanalista e superstite dell'Olocausto italiana (n. 1919)
- 1998 - Bertil Nordahl, calciatore e allenatore di calcio svedese (n. 1917)
- 1998 - Vincenzo Pappalettera, partigiano e storico italiano (n. 1919)
- 1998 - Miodrag Stefanović, cestista, allenatore di pallacanestro e arbitro di pallacanestro jugoslavo (n. 1922)
- 1998 - Freddie Young, direttore della fotografia britannico (n. 1902)
- 1999 - Fritz Fischer, giornalista tedesco (n. 1908)
- 1999 - Luigi Granelli, politico italiano (n. 1929)
- 1999 - Marilyn Harris, attrice statunitense (n. 1924)
- 1999 - Gavino Tilocca, scultore, ceramista e pittore italiano (n. 1911)
- 2000 - Eduardo Alfieri, compositore italiano (n. 1930)

## XXI secolo(125)
- 2001 - Jean-Pierre Chabrol, scrittore francese (n. 1925)
- 2001 - Svein Dahl Andersen, calciatore norvegese (n. 1946)
- 2001 - Giuseppe Jacopini, matematico italiano (n. 1936)
- 2001 - Pavel Sadyrin, allenatore di calcio e calciatore sovietico (n. 1942)
- 2002 - Emilio Barberi, militare italiano (n. 1917)
- 2002 - Carlos Omar Delgado, calciatore ecuadoriano (n. 1949)
- 2003 - Vilda Ciurlo, regista, drammaturga e attrice italiana (n. 1928)
- 2003 - Eugenio Monti, bobbista italiano (n. 1928)
- 2003 - Carl Schenkel, regista svizzero (n. 1948)
- 2003 - Vittorio Somenzi, filosofo italiano (n. 1918)
- 2004 - Hanan El Tawil, attrice e cantante egiziana (n. 1966)
- 2004 - Bill Brown, calciatore scozzese (n. 1931)
- 2004 - Bernhard van Lippe-Biesterfeld, nobile tedesco (n. 1911)
- 2004 - Ron Thorsen, cestista statunitense (n. 1948)
- 2005 - Amedeo Angilella, pittore italiano (n. 1905)
- 2005 - Gust Avrakotos, agente segreto statunitense (n. 1938)
- 2005 - Jack Colvin, attore statunitense (n. 1934)
- 2005 - Vincenzo D'Addario, arcivescovo cattolico italiano (n. 1942)
- 2005 - Dai-Keong Lee, compositore cinese (n. 1915)
- 2005 - Stefano Pompei, urbanista e architetto italiano (n. 1934)
- 2005 - Red Pryor, cestista statunitense (n. 1926)
- 2006 - Robert N. Anthony, economista statunitense (n. 1916)
- 2006 - Theo Braun, pittore e grafico austriaco (n. 1922)
- 2006 - Iyozō Fujita, aviatore giapponese (n. 1917)
- 2006 - Claude Jade, attrice francese (n. 1948)
- 2006 - Marina Rossanda, politica e medico italiana (n. 1927)
- 2006 - Bruce Trigger, archeologo canadese (n. 1937)
- 2007 - June Dalziel Almeida, virologa britannica (n. 1930)
- 2007 - Angelo Conterno, ciclista su strada italiano (n. 1925)
- 2007 - Giorgio Fioravanti, allenatore di calcio e calciatore italiano (n. 1921)
- 2007 - Ken McGregor, tennista australiano (n. 1929)
- 2007 - Anton Rodgers, attore e cantante britannico (n. 1933)
- 2008 - Paul Benedict, attore statunitense (n. 1938)
- 2008 - Siegfried Knappe, ufficiale tedesco (n. 1917)
- 2008 - Franco Mancini, filologo e bibliotecario italiano (n. 1921)
- 2008 - Lev Mantula, allenatore di calcio e calciatore jugoslavo (n. 1928)
- 2008 - Emanuel Rackman, rabbino, teologo e predicatore statunitense (n. 1910)
- 2008 - Rolando Rigamonti, chimico italiano (n. 1909)
- 2008 - Giorgio Soavi, scrittore, poeta e giornalista italiano (n. 1923)
- 2008 - Aurel Vernescu, canoista rumeno (n. 1939)
- 2009 - Stefano Miccolis, filosofo e storico italiano (n. 1945)
- 2009 - Sergio Scatizzi, pittore e poeta italiano (n. 1918)
- 2009 - Francesco de Franchis, giurista italiano (n. 1930)
- 2010 - Adriaan Blaauw, astronomo olandese (n. 1914)
- 2010 - Thorwald Dethlefsen, psicoterapeuta, filosofo e scrittore tedesco (n. 1946)
- 2010 - Paolo Signorelli, politico italiano (n. 1934)
- 2011 - Shingo Araki, animatore e character designer giapponese (n. 1939)
- 2011 - Ragnhild Hveger, nuotatrice danese (n. 1920)
- 2011 - Ettore Loizzo, ingegnere elettrotecnico italiano (n. 1927)
- 2011 - Bill McKinney, attore statunitense (n. 1931)
- 2011 - Andrzej Nowicki, filosofo polacco (n. 1919)
- 2011 - Hippolyte Van den Bosch, allenatore di calcio e calciatore belga (n. 1926)
- 2011 - Dick Wehr, cestista e allenatore di pallacanestro statunitense (n. 1925)
- 2011 - Christa Wolf, scrittrice tedesca (n. 1929)
- 2012 - Raymond Ausloos, calciatore belga (n. 1928)
- 2012 - Steve Fox, calciatore inglese (n. 1958)
- 2012 - Makss Levitanuss, calciatore lettone (n. 1916)
- 2012 - Rick Majerus, allenatore di pallacanestro statunitense (n. 1948)
- 2012 - Edouard Saouma, funzionario libanese (n. 1926)
- 2012 - Phil Taylor, calciatore e allenatore di calcio inglese (n. 1917)
- 2012 - Ahmad al-Tayyeb Aldj, poeta, drammaturgo e traduttore marocchino (n. 1928)
- 2013 - Alfonso Armada, generale spagnolo (n. 1920)
- 2013 - Richard Coughlan, batterista britannico (n. 1947)
- 2013 - Baldassare Porto, velocista italiano (n. 1923)
- 2013 - André Schiffrin, editore, curatore editoriale e saggista francese (n. 1935)
- 2014 - Antonio Silvano Andriani, politico e economista italiano (n. 1933)
- 2014 - Gustau Biosca, allenatore di calcio e calciatore spagnolo (n. 1928)
- 2014 - Giulio Cattin, presbitero e musicologo italiano (n. 1929)
- 2014 - Halina Łaptaś, cestista polacca (n. 1926)
- 2015 - Joseph Engelberger, ingegnere e imprenditore statunitense (n. 1925)
- 2015 - Dan Kahler, cestista statunitense (n. 1926)
- 2015 - Miriam Repič-Lekić, pittrice e scultrice jugoslava (n. 1925)
- 2015 - Idwār al-Kharrāṭ, scrittore e critico letterario egiziano (n. 1926)
- 2016 - Paolo Borghi, pallavolista e dirigente sportivo italiano (n. 1929)
- 2016 - Don Calfa, attore statunitense (n. 1939)
- 2016 - Nino Cannata, fumettista e giornalista italiano (n. 1929)
- 2016 - Nijs Korevaar, pallanuotista olandese (n. 1927)
- 2016 - Clemen Parrocchetti, artista e pittrice italiana (n. 1923)
- 2016 - Ousmane Sow, artista senegalese (n. 1935)
- 2017 - Enrico Castellani, pittore italiano (n. 1930)
- 2017 - Giovanbattista Davoli, politico italiano (n. 1944)
- 2017 - Willy e Yves Groux, fumettista francese (n. 1924)
- 2017 - Fredy Schmidtke, pistard tedesco (n. 1961)
- 2018 - Paolo Barozzi, scrittore e giornalista italiano (n. 1935)
- 2018 - Ken Berry, attore statunitense (n. 1933)
- 2018 - Ennio Fantastichini, attore italiano (n. 1955)
- 2018 - Terry Layton, allenatore di pallacanestro statunitense (n. 1947)
- 2018 - Bernd Martin, calciatore tedesco (n. 1955)
- 2019 - Henri Biancheri, calciatore francese (n. 1932)
- 2019 - Mariss Jansons, direttore d'orchestra lettone (n. 1943)
- 2019 - Shelley Morrison, attrice statunitense (n. 1936)
- 2019 - Paul David Sirba, vescovo cattolico statunitense (n. 1960)
- 2019 - Pat Sullivan, giocatore di football americano statunitense (n. 1950)
- 2020 - Arturo Diaconale, giornalista, politico e dirigente sportivo italiano (n. 1945)
- 2020 - Luciano Guerzoni, giurista e politico italiano (n. 1938)
- 2020 - Marija Itkina, velocista sovietica (n. 1932)
- 2020 - Hugh Keays-Byrne, attore britannico (n. 1947)
- 2020 - Eduardo Lourenço, filosofo, saggista e critico letterario portoghese (n. 1923)
- 2020 - Gianpistone, artista, pittore e scenografo italiano (n. 1929)
- 2020 - Giancarlo Santelli, attore, artista e artigiano italiano (n. 1944)
- 2020 - Arnie Robinson, lunghista statunitense (n. 1948)
- 2020 - Henri Teissier, arcivescovo cattolico francese (n. 1929)
- 2020 - Sol Tolchinsky, cestista canadese (n. 1929)
- 2021 - Alvin Lucier, compositore statunitense (n. 1931)
- 2021 - Keiko Nobumoto, sceneggiatrice giapponese (n. 1964)
- 2021 - Raimundo Revoredo Ruiz, vescovo cattolico peruviano (n. 1927)
- 2022 - Ercole Baldini, ciclista su strada e pistard italiano (n. 1933)
- 2022 - Gerardo Bianco, politico e latinista italiano (n. 1931)
- 2022 - Mylène Demongeot, attrice e modella francese (n. 1935)
- 2022 - Gaylord Perry, giocatore di baseball statunitense (n. 1938)
- 2022 - Julia Reichert, regista, produttrice cinematografica e attivista statunitense (n. 1946)
- 2023 - Ezio Cardaioli, allenatore di pallacanestro italiano (n. 1935)
- 2023 - Carissa Etienne, medico dominicano (n. 1952)
- 2023 - Heinz Gstrein, orientalista e teologo austriaco (n. 1941)
- 2023 - Mariella Melon, cestista italiana (n. 1958)
- 2023 - Sandra Day O'Connor, magistrata, giurista e politica statunitense (n. 1930)
- 2023 - Vittorio Salvatori, avvocato e politico italiano (n. 1929)
- 2023 - Vivi-Anne Wassdahl, sciatrice alpina svedese (n. 1932)
- 2024 - Niels Arestrup, attore francese (n. 1949)
- 2024 - Alioune Badara Bèye, scrittore, poeta e drammaturgo senegalese (n. 1945)
- 2024 - Martino Corda, politico italiano (n. 1939)
- 2024 - Crescenzo D'Amore, ciclista su strada e pistard italiano (n. 1979)
- 2024 - Terry Griffiths, giocatore di snooker gallese (n. 1947)
- 2024 - Tsuruhiko Kiuchi, astronomo giapponese (n. 1954)
- 2024 - Ilke Wyludda, discobola e pesista tedesca (n. 1969)